# Cereza
‘Cereza’ ist eine Rotweinsorte.  Am weitesten verbreitet ist sie in Argentinien, wo sie nach ‘Criolla grande’ zu den meistangebauten Sorten zählt. Sie belegt dort fast 30.000 ha, nachdem noch im Jahr 1991 eine Fläche von 42.934 ha erhoben wurde. Kleine Bestände sind auch in Uruguay bekannt.
Die Sorte wurde erstmals von José Vega vollständig beschrieben. Cereza stammt vermutlich von Rebsorten ab, die vom Jesuitenpater Juan Cédron im 16. Jahrhundert in der Stadt Santiago del Estero angepflanzt wurden. Der Name bedeutet „Kirsche“ und bezieht sich auf die kirschfarbenen Beeren.
Die sehr ertragreiche Sorte (300 – 350 Hektoliter/Hektar sind keine Seltenheit) erbringt sehr einfache Rosé- beziehungsweise farbstichige Weißweine, die für den Massenkonsum abgefüllt werden. Häufig werden diese Weine mit Rotweinen verschnitten, gesüßt und mit Kohlensäure versetzt als alkoholhaltiges Erfrischungsgetränk angeboten.
Die Sorte reift unter vergleichbaren Bedingungen ca. 30 Tage nach dem Gutedel und gilt somit als spätreifend. Als Tafeltraube wird sie lokal sehr geschätzt. Die frische Traube ist nur bedingt haltbar und somit nicht über längere Distanzen transportiert werden.
Es gibt noch zwei Spielarten: die ‘Cereza elipsoidal’ und ‘Cereza italia’.
Siehe auch den Artikel Weinbau in Argentinien sowie die Liste von Rebsorten.

## Synonyme
‘Ceresa’, ‘Ceresina’, ‘Cereza Italiana’, ‘Cerise’, ‘Chereza’.